# Katja Berger
Katja Berger (født 1986) er en dansk forfatter. Hun er udlært boghandler, med en AP degree i marketing management med fokus på digital marketing.